# Hohentwiel
Hohentwiel er en uddød vulkan i Hegau i Baden-Württemberg i det sydlige Tyskland. Den ligger cirka 10 km vest for Bodensøen ved byen Singen (Landkreis Konstanz).
Opførelsen af fæstningen, der er ruiner af på toppen af Hohentwiel, blev påbegyndt i 914 af Burchard 3. af Schwaben. Oprindelig lå klosteret St. Georg indenfor fæstningen, men i 1005 blev det flyttet til Stein am Rhein (i dag i Schweiz og de schwabiske hertuger mistede kontrollen over Hohentwiel.
Senere i middelalderen holdt adelsfamilierne von Singen-Twiel (1100- og 1200-tallet), von Klingen (til 1300) og von Klingenberg (til 1521) til her. I 1521 gik det videre til Hertug Ulrich von Württemberg, som udviklede Hohentwiel til en af de stærkeste fæstninger i sit hertugdømme . Fæstningen modstod fem kejserlige belejringer under trediveårskrigen. I 1700-tallet fungerede Hohentwiel som et Württemberg-fængsel. Fæstningen blev ødelagt i 1800 af franskmændene. I dag er den tidligere fæstning en af de største slotsruiner i Tyskland.
Den moderne by Singen liggere ved foden af bjerget